# Augochlora punctibasis
Augochlora punctibasis är en biart som först beskrevs av Joseph Vachal 1911.  Augochlora punctibasis ingår i släktet Augochlora och familjen vägbin. Inga underarter finns listade.